# Hamilton de Souza
Hamilton de Souza mais conhecido como Careca (Passos, 27 de setembro de 1968) é um ex-futebolista brasileiro que atuava como atacante.
Careca atuou em diversos clubes brasileiros como Cruzeiro, Atlético Mineiro e Coritiba e também no Sporting de Portugal.
Em 2008, atuou como auxiliar técnico do time juvenil do Atlético Mineiro. Atualmente Careca aprimora seus conhecimentos para, um dia, realizar seu sonho de ser técnico de futebol.
Careca atuou no Cruzeiro Esporte Clube como observador técnico e em 2020 assumiu todas as categorias de base do Cruzeiro.

## Títulos
Cruzeiro
- Campeonato Mineiro: 1987, 1990, 1994

Seleção Brasileira
- Pan-Americano - 1987
- Prata nos Jogos Olímpicos - 1988

## Curiosidade
Careca é pai do atacante do Estrela da Amadora Hamilton Souza Júnior, conhecido como Careca Júnior. O Careca filho, começou nas categorias de base do Atlético Mineiro aonde foi artilheiro do campeonato mineiro de juniores.